# Formant del cantant
Com a formant del cantant o formant del Cant hom defineix un formant pels volts del rang de freqüències de 3000 Hz, que apareix en el cant de cantants formats.

## Descripció
Ja que en la parla natural el rang de freqüències al voltant de 3000 Hertzs amb prou feines destaca, per a assolir el formant del cantant cal entrenar intensivament la veu durant força anys.
Un formant del cantant ben present és significatiu per una veu cantada no amplificada, ja que les freqüències al voltant dels 3000 Hertz juguen un rol determinant en la projecció de la veu. És a dir, el formant del cantant està potenciat quan en un so cantat les freqüències entre 28000 i 3300 Hertzs hi destaquen relativament fortes, independentment de la freqüència fonamental. A la vegada cal tenir en compte que els sons do#4 (554'365 Hz) i fa4 (698'456 Hz) i la majoria dels sons des del la♭4 (830'609 Hz) no generen harmònics en aquest rang de freqüències. Arran d'això a l'hora de mesurar el formant del cantant en certes circumstàncies és útil establir la banda de freqüència del formant del cantant de 2600 fins 3400 Hz. En aquest àmbit de freqüències tots els sons fins al do#2 tenen harmònics.
Gràcies als components de les freqüències del formant del cantant a una veu cantada entrenada li és possible fer-se sentir per sobre de la contaminació acústica i fins i tot d'una gran orquestra. Així hi sonen tota una sèrie d'harmònics aguts amplificats que potencien ostensiblement el so de la veu i que sovint s'anomenen "ping" (també "brillantor", "punta", "squillo"). El formant del cantant potencia el caràcter d'una veu, com per exemple el so "metàl·lic" del tenor heroic (Heldentenor).
El formant del cantant es produeix especialment per la concentració ("clustering") del tercer fins al cinquè formant del tracte vocal. Alts nivells de pressió sonora del formant del cantant es troben especialment en el cas de veus cantades entrenades que estan en actiu i són sobretot demostrables en els cantants masculins. Bàsicament aquest rang de freqüències s'assoleix a través d'una posició baixa de la laringe. En les dones cantants, però, predomina l'ús del "Formant tuning" com a estratègia de so. Es tracta de la modificació de les vocals per aproximar una o les dues ressonàncies més greus del tracte vocal als harmònics de la font glotal; és una tècnica defensada per certes pedagogies del Cant.
Els formants del cantant d'Enrico Caruso i Plácido Domingo van ser identificats amb gran consens en 2800 Hertz. En aquesta freqüència coïncideix amb la nota Fa3.
Les explicacions anteriors no han de dur a la conclusió equivocada de que l'ús del formant del cantant és indispensable per cantar. Ans al contrari, cantar sense un formant del cantant potenciat és la norma en l'àmbit dels cors amateurs, on fàcilment s'assoleixen resultats musicalment satisfactoris. Malgrat tot, és difícil integrar en un cor amateur una veu entrenada que canta usant el formant del cantant, perquè la veu solista no es barreja amb el so del cor. Cantar amb veu entrenada de solista en un cor només és possible si el cantant en qüestió és capaç d'influir conscientment la posició d'esmorteir de la cavitat oral mentre canta.

## Exemples
Els següents exemples mostren l'espectre de freqüències de les vocals i i u cantades per dues veus masculines diferents de baríton a l'altura de so la2 (220 Hertz). La vocal u té harmònics poc potenciats per naturalesa, la vocal i en canvi té harmònics altament potenciats. El cantant de l'esquerra té la veu entrenada, el cantant de la dreta no. El formant del cantant s'analitza entre 2600 y 3400 Hertz (es mostra en gris als diagrames) i s'expressa com a percentatge de la intensitat espectral en aquesta rang de freqüències amb relació a tota el rang de freqüències. El nivell de pressió acústica es mostra en forma de logaritme sobre l'eix vertical en decibels (dB) perquè els diferents harmònics siguin més fàcilment reconeixibles. Una diferència de 20 dB correspon a una diferència d'un decimal d'ordre de magnitud amb el factor 10.
|  |  |
|  |  |

Als diagrames es reconeix que el dotzè harmònic predomina clarament amb més força a uns 2860 hertzs en totes dues vocals del cantant entrenat. El cantant no entrenat gairebé no té amplitud de pressió sonora (dB) en el formant del cantant (0,4 %). Aquí la pressió sonora del cantant entrenat és aproximadament deu vegades més alta (4,4%), el màxim del pic a 2860 Hertz és fins i tot 36 decibels (dB) més alt, la qual cosa correspon a un factor de 63.
En la vocal rica en harmònics i els components de freqüència en el formant del cantant són molt més alts en general (3,9 % i 10,5 %), però també aquí en el cantant entrenat són molt més pronunciats.

### Exemple de so
En l'exemple es poden escoltar dues escales de fa major cantades pel mateix baríton al mateix volum; primer sense i després amb el formant del cantant activat: